# Khí
A khí (Χ χ) a görög ábécé huszonkettedik betűje, a ch, kh betű(kapcsolat) és hang megfelelője.
A χ betűhöz kapcsolódó fogalmak:
- Kiazmus, a retorikában tükörképes, keresztező elhelyezés
- χ²-próba (statisztika)
- A gráfelméletben χ jelöli a kromatikus számot, az analízisben pedig a karakterisztikus függvényt.
- TeX szövegformázó rendszer